# یواس‌اس سن دیه‌گو (ای‌اف‌اس-۶)
یواس‌اس سن دیه‌گو (ای‌اف‌اس-۶) (به انگلیسی: USS San Diego (AFS-6)) یک کشتی بود که طول آن ۵۸۱' بود. این کشتی در سال ۱۹۶۸ ساخته شد.